# Charadrahyla taeniopus
La rana arbórea jarocha (Charadrahyla taeniopus) es una especie de anfibios de la familia Hylidae. Es endémica de México.
Sus hábitats naturales son los montanos secos y los ríos.
La rana adulta macho mide menos que 6.6 cm de largo y la hembro 7.0 cm.  Tienen discos en sus dedos del pie para subir y las cuatro patas están palmeadas. Esta rana tiene vientre marrón con grandes marcas marrones y pequeñas marcas amarillas. Esta rana tiene la garganta blanca o plateada. Las ranas hembra adultas son de color marrón rojizo con marcas marrones en la espalda. Las ranas macho adultas son de color marrón oscuro con marcas amarillas en la espalda. Esta rana se parece mucho a Ecnomiohyla miotympanum pero es más grande.
La rana adulta come insectos y la renacuajo come algas y detritos.
Está amenazada de extinción por la destrucción de su hábitat natural. Esta rana necesita la sombra de los bosques o se secará y morirá. Los químicos que los seres humanos usan para matar plagas, por ejemplo DDT, también pueden matar a esta rana. El DDT puede entrar en el cuerpo de la rana a través de su piel. O la rana puede comer otros animales con DDT en sus cuerpos.
Además, los humanos capturan esta rana para venderla como mascota, medicina o alimento. La gente ha comido esta rana como alimento durante cientos de años, desde la cultura azteca o antes. La gente los cocina en sopa o hace pasteles llamados pasteles Calate.
Esta rana está en el escudo oficial del pueblo de Atzalan en Veracruz y en muchos de los monumentos del pueblo. Los vecinos de Atzalan creen que las ranas vienen el mismo día del año, 29 de septiembre, que se veneraba San Andrés Apóstol y el Arcángel Miguel.